# Стрельников, Владимир Николаевич
Влади́мир Никола́евич Стре́льников (род. 23 июля 1957, с. Вольное, Туапсинский район, Краснодарский край, СССР) — российский учёный, доктор технических наук (2000), профессор, член-корреспондент РАН (2019), специалист в области создания материалов специального назначения, работающих в экстремальных условиях. Директор Института технической химии УрО РАН.

## Биография
Родился в с. Вольное, Кошехабльский район, Краснодарского края. В 1979 году окончил Казанский химико-технологический институт имени С. М. Кирова по специальности «технология переработки пластических масс».
С 1979 по 1987 году работал в Научно-исследовательском институте полимерных материалов Научно-производственного объединения имени С. М. Кирова, где прошёл путь от инженера до старшего научного сотрудника — руководителя группы. В 1984 году поступил в заочную аспирантуру Ленинградского технологического института имени Ленсовета, которую окончил досрочно с представлением в 1986 году диссертации на соискание учёной степени кандидата технических наук.
С декабря 1987 по апрель 2004 года работал в Пермском научном центре Уральского отделения Российской академии наук в должности главного учёного секретаря, в 2000 году защитил диссертацию на соискание учёной степени доктора технических наук. В 2010 году присвоено ученое звание «профессор» по специальности 05.17.10 – технология специальных продуктов.
Внёс вклад в создание и развитие Пермского научного центра УрО РАН. Участвовал в разработке ряда законодательных актов, принятых администрацией и Законодательным Собранием Пермской области, в частности, закона «О науке и научно-технической политике в Пермской области», «Основных направлений научно-технической политики в Пермской области на период до 2008 года» и др. Проводил постоянную работу по координации научных исследований в регионе, установлению и совершенствованию взаимодействия академической, вузовской и отраслевой науки.
В мае 2004 года избран директором Института технической химии УрО РАН . С ноября 2004 года заведует кафедрой химии природных и биологически активных соединений химического факультета Пермского университета. С 2004 по настоящее время заведует кафедрой на химическом факультете Пермского государственного университета. В 2020 году избран Почетным доктором Казанского национального исследовательского технологического университета.
Является членом Совета директоров институтов Уральского ТО ФАНО РФ, президиума Пермского научного центра УрО РАН, Объединённого совета по химическим наукам Уральского отделения РАН, председателем Совета по химии и наукам о материалах Пермского научного центра УрО РАН, заместителем председателя регионального экспертного совета Российского фонда фундаментальных исследований, членом Экспертного Совета ВАК, возглавляет диссертационные и учёный советы Института технической химии УрО РАН.

## Научная деятельность
Основным направлением исследований является создание научных основ построения полимерных наполненных материалов, в том числе высокоэнергетических конденсированных систем, наноматериалов. Также руководит созданием высокоэнергетических композиционных материалов специального назначения, работающих в экстремальных условиях. Им впервые разработаны материалы и покрытия, позволяющие свести к минимуму миграционные процессы в зарядах артиллерийского выстрела, обеспечивающие высокую надёжность и работоспособность изделий в течение гарантийного срока их эксплуатации. Большой вклад внёс в разработку и создание защитно-крепящих материалов для зарядов твёрдого ракетного топлива различного функционального назначения, в частности, для двигателей комплекса «Энергия — Буран» и др. В последние годы занимается фундаментальными исследованиями по созданию высокоэнергетических полимерных систем нового поколения, обеспечивающих повышенные баллистические и энергетические характеристики изделий в широком температурном диапазоне.
Им подготовлены 3 доктора и 12 кандидатов наук. Является автором и соавтором 217 научных работ, в том числе 5 монографий и 27 изобретений.

## Награды
- Медаль ордена «За заслуги перед Отечеством» II степени (1998).
- Орден Дружбы (2008).
- Почётная грамота г. Перми (2012).
- Строгановская премия (2023).
- Медаль ордена «За заслуги перед Отечеством» I степени (2024)[6].